# Saskatchewan Highway 692
Highway 692 je silnice v kanadské provincii Saskatchewanu. Vede od silnice Highway 55, od níž se odpojuje poblíž Choicelandu, až k silnici Highway 106. Je asi 28 km (17 mil) dlouhá.
Severní konec dálnice Highway 6 je u začátku silnice Highway 692 u Choicelandu.